# Pavel Dybenko
Pavel Efimovich Dybenko (em russo: Павел Ефимович Дыбенко; 16 de fevereiro de 1889 — 29 de julho de 1938) foi um revolucionário e militar soviético que serviu como Comissário do Povo dos Assuntos Navais durante o governo de Lenin. Alcançou o posto  komandarm de segundo grau.

## Biografia
Nasceu na vila de Lyudkovo, uyezd de Novozybkov, no guberniya de Chernigov, Império Russo (hoje Novozybkov, Oblast de Briansk, Rússia) em uma família camponesa ucraniana. Trabalhou como estivador no porto de Riga e em novembro de 1911 foi convocado para a Frota do Báltico.
Em 1912, ingressou no Partido Bolchevique e em 1915 foi preso pela revolta do barco Imperador Pavel I. Após cumprir seis meses de prisão, foi enviado até a costa para lutar na Frente nos arredores de Riga, num batalhão de marinheiros, onde foi preso por distribuir propaganda revolucionária entre os soldados; foi condenado a dois meses de prisão no verão de 1916 e mais tarde serviu como suboficial em navios de transporte em Helsingfors (Helsinque).
Foi liberado em 1917 durante a Revolução de Fevereiro, tornando-se um membro do Soviete de Helsinque, e a partir abril 1917 chefe do Tsentrobalt (Comitê Central da Frota do Báltico). Foi casado brevemente Alexandra Kollontai. Após a Revolução de Outubro, foi apontado como Comissário do Povo dos Assuntos Navais do Conselho do Comissariado do Povo (Sovnarkom) no governo de Lenin.
Estava entre os oficiais expurgados do Partido em 1938. Foi condenado à morte e fuzilado em 29 de julho. Vinte anos depois, após a morte de Stalin, foi reabilitado em 1956.